# Hupia
Hupia,(también opia, opi'a, op'a, operi'to) es el nombre de un espíritu de una persona muerta, según la mitología taína. En las creencia religiosas de la cultura taína, los hupia se diferencian de los goeiza, espíritus de los vivos. Si bien en la vida goieza tenía forma clara, después de la muerte el espíritu se dio a conocer como un hupia y se fue a vivir en un remoto paraíso terrenal llamado Coaybay. 
Según las creencias los hupia son seres capaces de asumir muchas formas (a veces aparecen como personas sin rostro) o tomar la forma de un ser querido fallecido. Los Hupia en forma humana pueden ser distinguidos siempre por su falta de un ombligo.  A los Hupia también se les asociaron con murciélagos y se dice que salen de noche a comer guayaba; y se les teme porque seducirían mujeres y secuestrarían personas que se aventuraran fuera de noche.